# Sarre (Aostatal)
Sarre ist eine italienische Gemeinde in der autonomen Region Aostatal. Die Gemeinde zählt 4787 Einwohner (Stand 31. Dezember 2023), liegt auf der orographisch linken Seite der Dora Baltea auf einer mittleren Höhe von 710 m s.l.m. und verfügt über eine Größe von 28 km².
Sarre besteht aus den Ortsteilen Arensod, Bellair, Bellun, Blassinod, Charbonnière, Clut, Crou-Pernet, Fachet, Fochat, Grand-Cré, Janin, La Fontaine, La Gorettaz, Lalex, Maillod, Moulin, Pertusat, Petit-Cré, Rovine, Sainte-Hélène, Saint-Maurice, Thouraz, Tissoret (chef-lieu), Vareille, Vert, Chesallet, Angelin, Baravod, Bétende, Beuvé, Challançon, Champlan, Clou, Conclonaz, Condemine, Creutzet, Fareur, La Grenade, Lalaz, La Remise, Mondache, Montan, Oveillan, Palue, Péravère, Piolet, Pléod, Poinsod, Pont d'Avisod, Rigollet, Ronc, Rovarey, Salée, Tissière, Ville-sur-Sarre, Caillod, La Cort, Lein, Moulin, Remondet.
Die Nachbargemeinden heißen Aosta, Aymavilles, Gignod, Gressan, Jovençan und Saint-Pierre.

## Sehenswürdigkeiten
Imposantestes Denkmal von Sarre ist ohne Zweifel das königliche Schloss Sarre (Castello Reale di Sarre), das im Ortsteil Lalex (Frazione Lalex), unmittelbar an der Staatsstraße SS26, unübersehbar ist. Das Schloss ist heute ein Museum – und damit ein wichtiger Zeuge für das Wirken des italienischen Königshauses im Aostatal.